# استفانو فورتوناتو
استفانو فورتوناتو (انگلیسی: Stefano Fortunato؛ زادهٔ ۱۵ ژانویهٔ ۱۹۹۰) بازیکن فوتبال اهل ایتالیا است.
از باشگاه‌هایی که در آن بازی کرده‌است می‌توان به باشگاه فوتبال مودنا، باشگاه فوتبال پارما، باشگاه فوتبال ارورا پرو پاتریا ۱۹۱۹، باشگاه فوتبال نووارا، باشگاه فوتبال ونتزیا، باشگاه فوتبال ویچنزا، و باشگاه فوتبال اتلتیکو آرتزو اشاره کرد.